# Здоровець Ніна Миколаївна
Ніна Миколаївна Здоровець (нар. 1953) — українська радянська діячка, новатор виробництва, машиніст баштового крана управління механізації № 5 тресту «Криворіжбудмеханізація» Полтавської області. Депутат Верховної Ради УРСР 10-го скликання.

## Біографія
Освіта середня. Член ВЛКСМ.
У 1972—1975 роках — машиніст баштового крана управління механізації № 4 тресту «Запоріжпромбуд».
З 1975 року — машиніст баштового крана управління механізації № 5 тресту «Криворіжбудмеханізація» міста Комсомольськ Полтавської області.
Потім — на пенсії.